# Neoharriotta carri
The dwarf sicklefin chimaera (Neoharriotta carri) là một loài cá thuộc họ Rhinochimaeridae. Nó được tìm thấy ở Colombia và Venezuela. Môi trường sống tự nhiên của chúng là open seas. Nó bị đe dọa do mất môi trường sống.